# Birka
Pour un article plus général, voir Birka et Hovgården.
Birka est l'une des premières villes de Suède, active entre 750 et 950. Elle se trouvait sur l'île de Björkö, sur le lac Mälar (en suédois Mälaren), dans l'actuelle commune d'Ekerö à trente kilomètres à l'ouest de Stockholm. Le nom « Birka » est une latinisation (via Birca) de Björkö. Associée au domaine royal de Hovgården, les deux sites sont inscrits au patrimoine mondial de l'UNESCO sous le nom de « Birka et Hovgården ».

## Période viking

### Sources
Les sources sont principalement archéologiques. Il n'y a aucun texte provenant de Birka. Les seules sources écrites sont la Vita Anskarii de Rimbert qui décrit les travaux missionnaires de Anschaire vers 830, et la Gesta Hammaburgensis Ecclesiae Pontificum d'Adam de Brême qui décrit l'archevêque Unni, mort à Birka en 936.
Rimbert et Adam de Brême sont des membres du clergé allemand écrivant en latin. Il n'existe pas de sources scandinaves connues mentionnant le nom du village, ou même mentionnant le village lui-même, et le nom de Birka en vieux norrois est inconnu. Birca est la forme latinisée donnée dans les sources et Birka est la forme contemporaine en suédois, pas le nom historique. Le nom latin est probablement dérivé du mot birk qui, en vieux norrois, signifie place du marché. Le mot est très commun dans les noms de lieux en Scandinavie, si bien que des doutes sont encore émis aujourd'hui: toutes les mentions de Birka dans les sources latines ne se réfèrent pas forcément à ce village précis.

### Naissance et développement de Birka
Fondé au milieu du VIIIe siècle, Birka est ainsi l'un des plus anciens établissements urbains de la Suède actuelle et l'un des plus importants pendant une partie de l'époque des Vikings. 
Elle est également le siège de la première congrégation chrétienne de Suède fondée par le moine Anschaire en 831. Elle a connu sa période la plus faste entre 800 et 950 environ, grâce à son port. Elle assure en effet le lien en mer Baltique avec la route commerciale qui va en direction de l'Empire byzantin et le Califat abbasside, en passant par Ladoga et Novgorod,. Elle est de ce fait une place tournante du commerce dans la mer Baltique et bien au-delà en Europe et en Asie Mineure.  Des marchands provenant de régions aussi éloignées que la péninsule Arabique y séjournent, et de nombreuses pièces de monnaie arabes, anglaises, franques ou byzantines, de même que des pions de jeux en provenance d'Égypte, y ont été retrouvées. 
Le commerce de l'époque est avant tout un échange. Les habitants de Birka vendent non seulement de l'ambre que l'on trouve en abondance dans le lac Mälar, mais aussi des fourrures et des bois de cervidés, ainsi que du fer du Bergslagen. Les importations - ou le produit des pillages - consistent essentiellement en monnaies d'argent, perles et récipients en verre, soieries, épices et poteries.
Au IXe siècle, lors de la période d'extension maximale de la ville, la population avoisine les 700 personnes.[réf. souhaitée]

### Tentative de christianisation
Le travail d'Anschaire de Brême à Birka constitue la première tentative de conversion au christianisme des Scandinaves, sans succès. L'échec n'est pas total, principalement grâce à la présence de nombreuses communautés d'origines diverses, mais plus de deux siècles sont nécessaires pour pouvoir parler d'une véritable christianisation de la région. Le rôle d'Anschaire ne se limite toutefois pas à l'évangélisation: il rachète également des garçons chrétiens réduits en esclavage, pour qu'ils puissent être entraînés pour le service de Dieu.
Les deux publications sont silencieuses sur la taille de Birka, sa situation et son apparence. Pour Rimbert, Birka est importante parce qu'il y a un port et parce que c'est le lieu de réunion de l'assemblée régionale (thing). Adam mentionne uniquement le port, mais Birka semble avoir été importante à ses yeux parce qu'il s'agit de la tête de pont de la mission d'évangélisation d'Anschaire et parce que l'archevêque Unni y est enterré.

### Déclin de Birka
Birka est abandonnée durant la deuxième moitié du Xe siècle. Sur la base des monnaies retrouvées, le village semble avoir été complètement abandonné vers 960, et ce alors même que le nombre record de pièces retrouvées dans les tombes de Birka date de la période allant de 900 à 950, laissant supposer un déclin rapide de la ville. 
À peu près à la même époque, l'établissement voisin de Sigtuna supplante Birka comme centre commercial principal dans la région du lac Mälar. Les raisons du déclin de Birka font l'objet de débats. Un facteur pourrait avoir été le rebond post-glaciaire qui, en abaissant le niveau des eaux du lac et en le faisant passer d'un bras de mer à un simple lac, aurait privé Birka de son accès direct à la mer Baltique. 
L'île de Gotland est par ailleurs dans une meilleure position stratégique pour le commerce avec la Russie et l'Empire byzantin, et gagne en importance à cette époque,. L'historien Neil Kent spécule également sur un éventuel assaut ennemi qui aurait détruit le village, mais ce fait est contesté, par exemple par Régis Boyer, qui ne voit que quelques attaques locales sans conséquences. Régis Boyer parle, lui, de la forte décrue de l'argent arabe, pour expliquer le déclin de Birka.

## Birka à l'époque contemporaine
Le site a progressivement été redécouvert à partir des années 1870 par Hjalmar Stolpe. Associé à Hovgården, situé sur l'île d'Adelsö qui lui fait face, il est depuis 1993 inscrit au Patrimoine mondial de l'UNESCO. Des fouilles archéologiques ont encore aujourd'hui lieu sur ce site et il est également un haut lieu du tourisme en Suède en rapport avec l'histoire du pays et des Vikings. Le site se visite en bateau au départ de Stadshuskajen, mais uniquement en été. On peut alors combiner la visite de Birka avec celle de Hovgården.